# Koenigsegg Trevita
Koenigsegg Trevita, znany również jako Koenigsegg CCXR Trevita i Koenigsegg Trevita CCXR – hipersamochód skonstruowany przez szwedzką markę
Koenigsegg. Pojazd ten został wyprodukowany jedynie w 4 egzemplarzach, ponieważ po szwedzku "Trevita" po polsku oznacza trójca białych. Dokładna cena jest nieznana, ale jedną sztukę sprzedano za 5 milionów dolarów amerykańskich. Samochód został wykonany ze specjalnego białego włókna węglowego. "Kiedy światło słoneczne pada na Trevitę, błyszczy jakby wlewane są miliony maleńkich białych diamentów wewnątrz widocznej karoserii z włókna węglowego." Zostało opisane na stronie Koenigsegg. 

## Dane techniczne
Do napędu użyto jednostki V8 bifuel 4,7 l (4700 cm³) 32 zawory (32V), umiejscowionej centralnie, generującej moc maksymalną 1032 KM. Zasila się ją etanolem i 98-oktanową benzyną. Średnie spalanie to 22 l na 100 km. Prędkość maksymalna wynosi 410 km/h, przyspieszenie 0-100 km/h 2,9 s, zaś przyspieszenie 0-200 km/h 8,8 s. Wysokość to 1120 mm, długość 4293 mm, szerokość 1996 mm. Rozstaw osi jest nieznany. Masa własna wynosi 1280 kg. Typ nadwozia to 2-drzwiowe roadster. 

### Dane techniczne

#### Silnik
- V8 bifuel 4,7 l (4700 cm³) 32 zawory (32V), położony centralnie
- Moc maksymalna : 1032 KM

#### Osiągi
- Prędkość maksymalna : 410 km/h
- Przyspieszenie 0-100 km/h : 2,9 s
- Przyspieszenie 0-200 km/h : 8,8 s
- Sr. spalanie : 22 l/100 km